# 海東村立海東中学校
海東村立海東中学校（かいとうそんりつかいとうちゅうがっこう）は、熊本県下益城郡海東村（現・宇城市）にあった公立中学校。

## 沿革
- 1947年（昭和22年） - 学制改革により海東中学校開校
- 1958年（昭和33年） - 町村合併により益南中学校海東分離教室となる
- 1963年（昭和38年） - 小川町立海東中学校として独立
- 1970年（昭和45年） - 益南中学校と統合し、益南中学校東教室（旧・海東中）、益南中学校西教室（旧・益南中）、と改称
- 1972年（昭和47年） - 益南中学校東教室、西教室を実質統合し、小川町立（現・宇城市立）小川中学校発足